# Yanks
Yanks är en västtysk dramafilm från 1979 i regi av John Schlesinger. I huvudrollerna ses Richard Gere, Vanessa Redgrave, William Devane, Lisa Eichhorn och Tony Melody. Filmen utspelar sig under andra världskriget i norra England.
Filmen innehåller inga stridsscener utan skildrar relationerna mellan amerikanska soldater stationerade i ett relativt lantligt England och dess lokalbefolkning, under förberedelserna inför Operation Overlord, slaget om Normandie, som inleddes den 6 juni 1944 med invasionen av Normandie, även känd som Dagen D. 
Framförallt skildras tre romanser mellan amerikanska tjänstgörande soldater och lokala kvinnor, för att synliggöra de kulturella skillnaderna och dess effekter mellan de djärva G.I.-soldaterna eller "Yanks", som de också kallades och den mera reserverade brittiska befolkningen.

## Rollista i urval
- Richard Gere – Sergeant Matt Dyson
- Lisa Eichhorn – Jean Moreton
- Vanessa Redgrave – Helen
- William Devane – Kapten John
- Chick Vennera – Sergeant Danny Ruffelo
- Wendy Morgan – Mollie
- Rachel Roberts – Mrs. Clarrie Moreton
- Tony Melody – Mr. Jim Moreton
- Derek Thompson – Ken
- Joe Gladwin – rörmokare i lägret